# 자크 리베트
자크 리베트(Jacques Rivette, 1928년 3월 1일 ~ 2016년 1월 29일)는 프랑스의 영화 감독, 시나리오 작가, 영화 평론가, 잡지 편집자이다. 《카예 뒤 시네마》의 전 편집장이며, 누벨 바그의 중심 인물이다.
그는 프랑스의 새로운 조류를 추구하는 영화 ‘잡지 캐셔 드 시네마’와 관련깊었다. 그는 29개의 영화를 만들었는데, 이 중에는 라모르포(1969), 아웃 1(1971), 셀리네와 줄리에 보트를 타다(1974), 그리고 라 벨레 노이세우세(1991)가 포함된다. 그의 작품은 즉흥 제작, 느슨한 이야기 전개, 긴 상영 시간으로 정평이 나 있다.
장 콕츄로부터 영감을 받아서 영화 제작자가 되기로 한 리베트는 20살에 처음으로 영화를 촬영했다. 그는 파리로 이사가서 커리어를 쌓았는데, 종종 헨리 랑글로이스, 시네마테크, 프랑카이세 같은 여러 영화 클럽을 다녔다. 거기서 그는 프랑스이즈 트루팟, 장 룩 고다드, 에릭 로머, 클라우드 샤브롤과 같은 사람들을 만났는데, 이들은 훗날 뉴웨이브의 멤버가 된다. 리베트는 영화 비평을 시작하고나서 1953년에 안드레 바진에게 고용되어 캐슈네 드 시네마에서 일하게 되었다. 그는 비평을 하면서 미국 영화에 대한 열망을 표현했다. 특히 근느 존 포드나 알프레드 히치콕, 니콜라스 레이와 같은 장르 영화를 찍는 감독에 관심을 가졌다. 또한 그는 당시 프랑스 영화계의 유행을 깊게 비판했다. 그의 동료들은 리베트의 글을 읽고 감탄했다. 그의 글이 당시 잡지에서 가장 인기있으면서 공격적인 글이었기 때문이다. 특히 두 개의 글이 대표적이다. 하나는 1961년에 쓴 ‘천함에 대하여’이다. 다른 하나는 영화 감독들과의 인터뷰로 트루팟과 같이 썼는데 많은 인기를 받은 연재글이었다. 리베트는 단편 영화(르 쿱 데 베르거가 여기에 포함된다)를 만들었는데, 이 영화들은 자주 최초의 뉴웨이브 영화로 자주 인용된다. 프루팟은 훗날 리베트가 뉴웨이브를 발전시켰다고 평가했다.
비록 그는 최초의 뉴웨이브 감독으로서 장편 영화를 만들었지만 ‘파리는 우리 것’은 1961년까지 개봉되지 않았다. 그 당시까지 샤브롤, 트루팟, 고다드는 각각 처음으로 장편 영화를 만들었으며 뉴웨이브 운동을 촉진했다. 리베트는 1960년대 초까지 캐슈어 드 시네마의 편집인이 되어서 프랑스의 영화 검열에 맞섰는데, 이는 그의 두 번째 장편 영화인 더 넌(1966)과 관련있었다. 그는 당시에 자신의 커리어를 재평가한 후에 라모르 포와 독특한 영화 기법을 발전시켰다. 정치적 혼란기였던 68년 5월에 영향을 받아서, 즉흥적인 연극을 만들었으며, 영화 제작자인 장 르노이어와 심도있는 인터뷰를 진행했다. 이때 리베트는 캐릭터 개발과 관련하여 여러 배우들과 작업하기 시작했다. 그리고 사건이 카메라에서 모습을 드러내도록 하기도 했다. 이러한 기술은 세 시간 짜리 영화인 아웃 1에 적용되었다. 이는 극장에서 흥행하지는 못 했지만, 영화광들 사이에서 성배로 여겨진다. 그의 1970년대 영화들(예들 들면 셀리네와 줄리가 보트를 타러 가다)은  자주 초현실적이었으며 높이 평가받는다. 하지만 네 편의 영화를 연속적으로 만들고 난 후에, 리베트는 불안감에 무너졌으며 그의 커리어 역시 몇 년 동안 침체기에 접어든다.
1980년대 초반 동안 리베트는 프로듀서인 마티네 마리그낙과 사업을 시작했다. 마리그낙은 이후 리베트의 영화를 전부 프로듀싱했다. 리베트의 성과는 그때부터 상승했다. 그리고 그의 영화 라벨레 노이세우세는 국제적인 명성을 받았다. 그는 ‘작은 산 근처(2009)’를 끝으로 은퇴했다. 이 영화는 그가 치매를 얻고 3년이 지나서야 개봉되었다. 그의 개인사에 대해서는 잘 알려져있지 않다. 간략히 말하자면 리베트는 1960년대 초에 사진가이자 극작가인 마릴루 파로리니와 결혼했으며, 후에 베로니크 만니에즈와 재혼했다.

## 작품 목록
- 양치기 전법 (1956, 단편)
- 파리는 우리의 것 (1961, Paris nous appartient)
- 수녀 (1966)
- 미치광이 같은 사랑 (1969, L'Amour fou)
- 아웃 원 (1971)
- 셀린느와 줄리 배타러 가다 (1974)
- 대결 (1976)
- 북서풍 (1976)
- 회전목마 (1981)
- 북쪽에 있는 다리 (1981)
- 지상의 사랑 (1984)
- 폭풍의 언덕 (1985)
- 4인조 (1989)
- 누드 모델 (1991)
- 잔 다르크 (1994)
- 파리의 숨바꼭질 (1995)
- 뤼미에르와 친구들 - "Une aventure de Ninon" (1995)
- 은밀한 방어 (1998)
- 알게 될거야 (2001)
- 마리와 줄리앙 이야기 (2003)
- 도끼에 손대지 마라 (2007)
- 작은 산 주변에서 (2009)